# 4037 Ikeya
4037 Ikeya este un asteroid din centura principală, descoperit pe 2 martie 1987 de Kenzō Suzuki și Takeshi Urata.